# Frank Mills
Frank Mills (* 27. Juni 1942 in Montreal) ist ein kanadischer Pianist, der vor allem durch seine Komposition Music Box Dancer bekannt wurde.

## Karriere
Frank Mills studierte von 1961 bis 1965 Komposition an der McGill University. Ab 1969 war er Mitglied in der kanadischen Musikgruppe The Bells. Als Solo-Interpret hatte Mills nach Verlassen der Band im Jahr 1972 zunächst nur wenig Erfolg.
Sein mit Abstand bedeutendster Hit ist der 1978 erschienene Titel Music Box Dancer, der in den USA Platz 3 erreichte. Es war zugleich sein einziger, der in den USA eine höhere Position als Platz 40 erlangte. Gedruckte Noten des Stücks wurden über drei Millionen Mal verkauft. In Deutschland belegte er mit der Single Platz zwölf und blieb für 18 Wochen in der Hitparade. In der Schweiz war Music Box Dancer für fünf Wochen auf Platz eins der Charts.

## Diskografie (Auswahl)

### Studioalben
| Jahr | Titel                | Höchstplatzierung, Gesamtwochen, AuszeichnungChartplatzierungen (Jahr, Titel, Platzierungen, Wochen, Auszeichnungen, Anmerkungen) | Höchstplatzierung, Gesamtwochen, AuszeichnungChartplatzierungen (Jahr, Titel, Platzierungen, Wochen, Auszeichnungen, Anmerkungen) | Höchstplatzierung, Gesamtwochen, AuszeichnungChartplatzierungen (Jahr, Titel, Platzierungen, Wochen, Auszeichnungen, Anmerkungen) | Höchstplatzierung, Gesamtwochen, AuszeichnungChartplatzierungen (Jahr, Titel, Platzierungen, Wochen, Auszeichnungen, Anmerkungen) | Anmerkungen                                      |
| Jahr | Titel                | DE | AT | CH | US | Anmerkungen                                      |
| ---- | -------------------- | --- | --- | --- | --- | ------------------------------------------------ |
| 1979 | Music Box Dancer     | — | — | — | US21 Gold · (16 Wo.)US | Erstveröffentlichung: April 1979 · CA: Gold      |
| 1979 | Sunday Morning Suite | — | — | — | US149 (9 Wo.)US | Erstveröffentlichung: Dezember 1979 · CA: Platin |

grau schraffiert: keine Chartdaten aus diesem Jahr verfügbar
Weitere Alben
- 1974: The Poet And I (CA: Platin)
- 1981: The Frank Mills Album (CA: Gold)
- 1981: Prelude to Romance (CA: Platin)
- 1982: Rondo (CA: Gold)
- 1983: A Special Christmas (CA: Platin)
- 1989: The Twentieth Anniversary: Together Through the Years (CA: Gold)

### Singles
| Jahr | Titel Album                      | Höchstplatzierung, Gesamtwochen, AuszeichnungChartplatzierungen (Jahr, Titel, Album, Platzierungen, Wochen, Auszeichnungen, Anmerkungen) | Höchstplatzierung, Gesamtwochen, AuszeichnungChartplatzierungen (Jahr, Titel, Album, Platzierungen, Wochen, Auszeichnungen, Anmerkungen) | Höchstplatzierung, Gesamtwochen, AuszeichnungChartplatzierungen (Jahr, Titel, Album, Platzierungen, Wochen, Auszeichnungen, Anmerkungen) | Höchstplatzierung, Gesamtwochen, AuszeichnungChartplatzierungen (Jahr, Titel, Album, Platzierungen, Wochen, Auszeichnungen, Anmerkungen) | Anmerkungen                               |
| Jahr | Titel Album                      | DE | AT | CH | US | Anmerkungen                               |
| ---- | -------------------------------- | --- | --- | --- | --- | ----------------------------------------- |
| 1972 | Love Me, Love Me Love –          | — | — | — | US46 (9 Wo.)US | Erstveröffentlichung: Januar 1972         |
| 1978 | Music Box Dancer                 | DE12 (18 Wo.)DE | AT16 (8 Wo.)AT | CH1 (16 Wo.)CH | US3 Gold · (20 Wo.)US | Erstveröffentlichung: Mai 1978 · CA: Gold |
| 1979 | Peter Piper Sunday Morning Suite | — | — | — | US48 (9 Wo.)US | Erstveröffentlichung: Oktober 1979        |

grau schraffiert: keine Chartdaten aus diesem Jahr verfügbar